# Lienawiczy
Lienawiczy (biał. Ленавічы; ros. Леновичи) – osiedle na Białorusi, w obwodzie mińskim, w rejonie soligorskim, w sielsowiecie Akciabr.